# Seznam senatorjev 23. parlamenta Kraljevine Italije
Seznam senatorjev 23. parlamenta Kraljevine Italije je urejen po letu imenovanja.

## 1909
- Giuseppe Avarna
- Gioacchino Bastogi
- Michele Bertetti
- Giuseppe Bracci Testasecca
- Salvatore Buscemi
- Lorenzo Camerano
- Pietro Capaldo
- Giovanni Celoria
- Alberto Cencelli
- Alessandro Centurini
- Federico Cocuzza
- Nicola Gaetani d'Alife
- Giuseppe Dalla Vedova
- Vittorio De Asarta
- Ippolito Onorio De Luca
- Alfonso Di Brocchetti
- Nicola Falconi
- Ignazio Filì Astolfone
- Filippo Florena
- Giustino Fortunato
- Domenico Fracassi di Torre Rossano
- Leopoldo Franchetti
- Raffaele Garofalo
- Giuseppe Giordano Apostoli
- Carlo Antonio Gorio
- Piero Lucca
- Nerio Malvezzi de' Medici
- Francesco Mazza
- Matteo Mazziotti
- Francesco Paolo Michetti
- Leopoldo Minesso
- Pompeo Molmenti
- Gustavo Monti
- Francesco Orsini Baroni
- Carlo Panizzardi
- Raffaele Perla
- Giovanni Battista Pirelli
- Pasquale Placido
- Teofilo Rossi di Montelera
- Filippo Savorgnan di Brazzà
- Gian Maria Solinas Apostoli
- Paolo Spingardi
- Arrigo Tamassia
- Cesare Tarditi
- Leopoldo Torlonia
- Filippo Torrigiani
- Luigi Torrigiani
- Tommaso Villa

## 1910
- Giuseppe Cesare Abba
- Lodovico Barbieri
- Emanuele Basile Basile
- Camillo Bozzolo
- Francesco Campo
- Luigi Canzi
- Giacomo Ciamician
- Vincenzo Cosenza
- Benedetto Croce
- Giuseppe D'Andrea
- Tommaso De Amicis
- Raffaele de Cesare
- Giuseppe De Riseis
- Ferdinando Del Carretto di Novello
- Francesco Filomusi Guelfi
- Pasquale Fiore
- Giuseppe Frascara
- Filippo Garavetti
- Lodovico Gavazzi
- Giovanni Goiran
- Pasquale Leonardi Cattolica
- Antonio Manno
- Edoardo Masdea
- Ruggiero Maurigi
- Guido Mazzoni
- Lodovico Mortara
- Roberto Paganini
- Napoleone Passerini
- Luigi Pastro
- Vittorio Polacco
- Vincenzo Ricci
- Carlo Ridolfi
- Augusto Scaramella Manetti
- Pietro Sormani
- Gaetano Tacconi
- Luigi Zappi

## 1911
- Bernardo Arnaboldi Gazzaniga
- Emanuele Beccaria Incisa
- Baldassarre Castiglioni
- Girolamo Coffari
- Alfonso De Blasio
- Giulio Fano
- Francesco Grenet
- Rodolfo Lanciani
- Alessandro Lustig Piacezzi
- Antonio Marinuzzi
- Gino Minervini
- Oreste Petrilli
- Cesare Ponza di San Martino
- Enrico San Martino Valperga
- Carlo Sandrelli
- Tito Sinibaldi
- Sebastiano Tecchio
- Guglielmo Vacca
- Jacopo Vittorelli

## 1912
- Pietro Albertoni
- Francesco Barinetti
- Arrigo Boito
- Giuseppe Botterini de Pelosi
- Ugo Brusati
- Carlo Caneva
- Enrico Cefalo
- Giuseppe Cuzzi
- Carlo Fadda
- Luigi Giuseppe Faravelli
- Stefano Gatti-Casazza
- Antonio Gui
- Primo Lagasi
- Paolo Mazzella
- Giuseppe Perrucchetti
- Luigi Pigorini
- Alberto Pollio
- Vittorio Rolandi Ricci
- Angelo Salmoiraghi
- Elvidio Salvarezza
- Felice Santini
- Benedetto Scillamà
- Antonio Tami